# Гаджієв Магомет Імадутдинович
Гаджі́єв Магоме́т Імадутди́нович (нар. 20 грудня 1907 — 12 травня 1942) — радянський офіцер-підводник, учасник німецько-радянської війни, Герой Радянського Союзу (1942).

## Біографія
Народився 20 грудня 1907 року в аулі Мегеб, нині Гунібський район Дагестану. Батько за національністю даргинець, мати — лачка.. У офіційних документах радянської доби в графі національність вказувалось «аварець».
Старший брат Булача і Альберта Гаджієвих.
У 1913 році родина переїхала до міста Темір-Хан-Шура.

### Початок військової кар'єри
Учасник громадянської війни з 1920 по 1922 роки в складі окремої саперної роти 2-ї Московської бригади курсантів та 1-ї кулеметної команди 2-го Дагестанського стрілецького полку 13-ї Дагестанської дивізії.
Після повернення до Темір-Хан-Шури у 1922 році вступив до 1-го Дагестанського педагогічного технікуму, який закінчив у 1925 році.
У серпні 1925 року за комсомольською путівкою направлений на навчання до Військово-морського училища імені М. В. Фрунзе (м. Ленінград). Член ВКП(б) з 1930 року.

### На Чорноморському флоті
Після закінчення училища у 1931 році направлений на Чорноморський флот. З лютого по грудень 1931 року проходив службу на посаді командира БЧ-3 на підводному човні А-5 «Комуніст». У грудні 1931 року направлений на навчання до навчального загону підводного плавання імені С. М. Кірова. Після повернення до Севастополя у травні 1932 року призначений помічником командира підводного човна А-4 «Політпрацівник», а з травня 1933 року — виконувач обов'язки командира підводного човна Л-6 «Карбонарій».
Восени 1933 року М. Гаджієв виїхав до Миколаєва для прийняття під свою команду підводного човна нового типу «М» (Малютка) й супроводження його на Далекий Схід.

### На Тихоокеанському флоті
Після переправки підводних човнів у Владивосток і збірки їх на «Дальзаводі», капітан-лейтенант Магомет Гаджієв прийняв під свою команду підводний човен М-9 серії М-VI, що увійшов до складу 2-го дивізіону підводних човнів 4-ї морської бригади Тихоокеанського флоту.
У грудні 1935 року велика група радянських моряків була нагороджена державними нагородами СРСР. Капітан-лейтенант М. Гаджієв був нагороджений орденом Леніна.
На початку квітня 1936 року переведений командиром підводного човна Щ-117 типу «Щука», яким до цього командував М. П. Єгипко.

### Передвоєнні роки
3 грудня 1936 року М. Гаджиєв подав рапорт начальникові Військово-морської академії імені К. Є. Ворошилова з проханням зарахувати його кандидатом на вступ до командного факультету академії.
19 серпня 1937 року зарахований слухачем командного факультету, проте 28 вересня 1939 року був відкликаний з академії й направлений на Північний флот. Там отримав призначення на посаду начальника підводного відділу штабу флоту.
З 3 жовтня 1940 року — командир 1-го дивізіону підводних човнів.

### Німецько-радянська війна
Звістку про початок німецько-радянської війни отримав радіограмою, оскільки саме перебував у морі на підводному човні Д-3.
Протягом 1941—1942 років здійснив 12 бойових походів на підводних човнах Д-3 «Червоногвардієць», К-2, К-3, К-21, К-23. За цей же час воїнами дивізіону під командуванням капітана II рангу М. І. Гаджиєва потоплено 27 ворожих суден загальним тоннажем 100 000 тонн, з них за особистої участі комдива — 10 кораблів. При цьому дивізіон не зазнав жодної втрати.
У свій останній похід вийшов 28 квітня 1942 року на підводному човні К-23 під командуванням капітана III рангу Л. С. Потапова. 12 травня 1942 року підводники помітили німецький конвой у складі 7 суден: двох транспортів «Карл Леонград» і «Ермланд», двох сторожових та трьох протичовнових кораблів. У ході бою було потоплено 1 транспорт і 2 сторожових кораблі, проте й К-23 загинув у хвилях Баренцевого моря.

## Нагороди і почесні звання
Указом Президії Верховної Ради СРСР від 23 жовтня 1942 року за мужність і героїзм, проявлені в боях з німецько-фашистськими загарбниками, капітанові 2-го рангу Гаджієву Магомету Імадутдиновичу присвоєне звання Героя Радянського Союзу (посмертно).
Також нагороджений двома орденами Леніна (23.12.1935, 23.10.1942), орденом Червоного Прапора (3.04.1942) і медаллю «XX років РСЧА» (1938).

## Пам'ять
Ім'ям Магомета Гаджиєва названо:

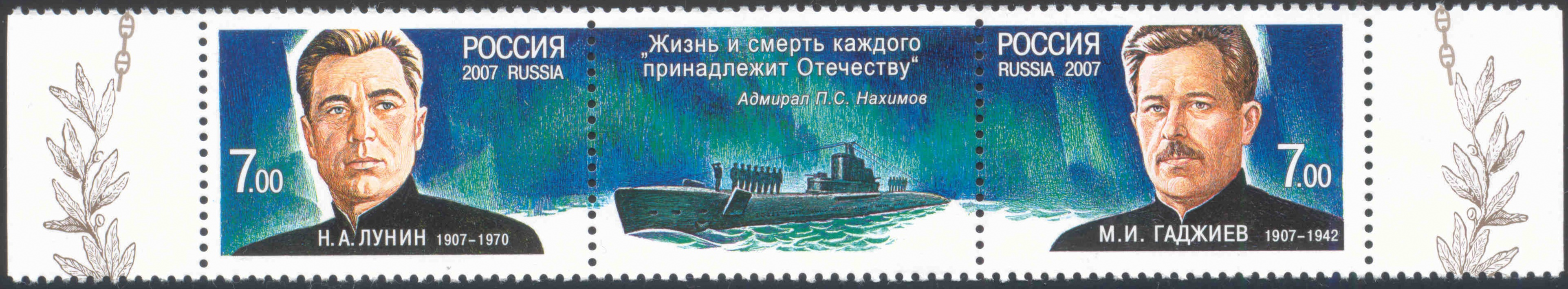
Блок поштових марок Росії 2007 року

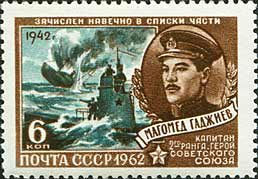
Поштова марка СРСР 1962 року

- Місто Гаджієво, Мурманська область, Росія.
- Бухта Гаджієва в Антарктиді.
- Пік Магомета Гаджієва[8], Богоський хребет, Кавказ.
- Гора Магомета Гаджієва, Гімринський хребет, Північний Кавказ.
- Гергебільська гідроелектростанція на річці Каракойсу.
- Вулиці в містах Буйнакськ, Дербент, Дивногорськ, Каспійськ, Махачкала, Полярний, Сєвєроморськ, селищах Бавтугай, Верхній Каранай, Нечаєвка.
- Плавбаза підводних човнів радянського ВМФ[9].

У багатьох містах колишнього СРСР встановлено пам'ятники, барельєфи та меморіальні дошки.